# Ідзумі Сікібу
Ідзу́мі Сікі́бу (978? — 1030?) — японська поетеса, яка увійшла до когорти «тридцяти шести безсмертних», представниця відомого аристократичного роду Ое, творчий спадок якої вражає своїм обсягом — понад 1 400 віршів-танка, більшість яких міститься в її приватній антології «Ідзумі Сікібусю», а також дуже цікавий ліричний щоденник «Ідзумі Сікібу-ніккі», до складу якого теж включена значна кількість віршів поетеси.

## Біографія
Сучасні Ідзумі Сікібу джерела, що допомагають відновити її біографію, зводяться до написаних китайською мовою «Мідо кампаку кі» («Записки канцлера Мідо») Фудзівара но Мітінаґа, «Сюі-вака-сю» («Збірка японських пісень, що не увійшли до попередніх антологій», кінець Х в.), збірки віршів поетеси Акадзоме Емон (957—1054) «Акадзоме-емон сю» і власного щоденника Ідзумі Сікібу «Ідзумі Сікібу ніккі».
Першим чоловіком Сікібу був Татібана но Мітісада — управитель провінції Ідзумі (звідси її ім'я). Сама поетеса служила у свиті імператриці Сьосі й за час служби при дворі здобула славу спокусливої та небезпечної коханки: несподівано помирає її перший коханець — ще молодий принц крові, через декілька років помирає його молодший брат, який теж був її коханцем. Після чого вона одружилася вдруге. Любовна історія її життя за кількістю пригод не поступається любовним біографіям таких відомих поетес, як Оно но Коматі або Ісе.

## Творчість
Її віршам, які набули значної популярності ще за життя поетеси, притаманні емоційність, відверта чуттєвість і тонкий психологізм. Вони входили до складу майже всіх поетичних антологій доби Хейан («Сюі-вака-сю», «Ґосюї-сю» та ін). Лише в антології «Сінкокін-вака-сю» міститься 15 її пісень. Збереглася також власна збірка творів поетеси «Ідзумі Сікібусю».